# Charlot vagabond
Charlot vagabond (în engleză The Tramp) este un film american de comedie din 1915 produs de Jess Robbins și scris și regizat de Charlie Chaplin. În alte roluri interpretează actorii Edna Purviance și Lloyd Bacon.

## Distribuție
- Charlie Chaplin - The Tramp
- Edna Purviance - Farmer's daughter
- Lloyd Bacon - Edna's fiancé/Second thief
- Leo White - First thief
- Bud Jamison - Third thief

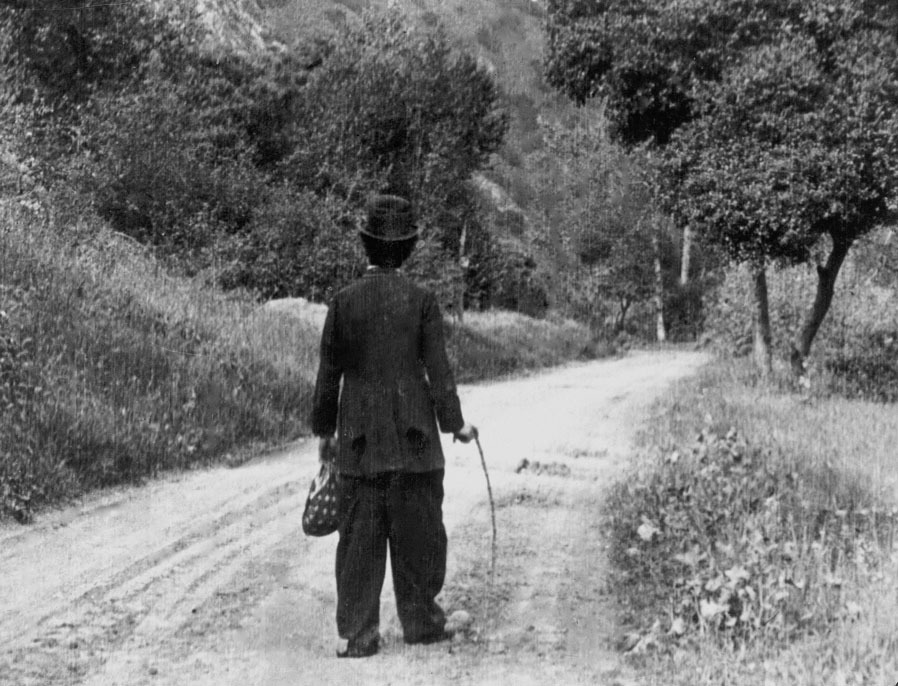
Micul vagabond la drum

- Ernest Van Pelt - Farmer, Edna's father
- Paddy McGuire  - Farmhand
- Billy Armstrong - Minister